# Oenospila glaucilinea
Oenospila glaucilinea är en fjärilsart som beskrevs av Louis Beethoven Prout 1916. Oenospila glaucilinea ingår i släktet Oenospila och familjen mätare. Inga underarter finns listade i Catalogue of Life.